# Skånings landsfiskalsdistrikt
Skånings landsfiskalsdistrikt var 1918-1951 ett landsfiskalsdistrikt i Skaraborgs län, bildat när Sveriges indelning i landsfiskalsdistrikt trädde i kraft den 1 januari 1918, enligt beslut den 7 september 1917. När Sveriges nya indelning i landsfiskalsdistrikt trädde i kraft den 1 januari 1952 (enligt kungörelsen 1 juni 1951) upplöstes distriktet och dess område delades mellan landsfiskalsdistrikten Kvänum (huvuddelen) samt Skara (Ardala landskommun).
Landsfiskalsdistriktet låg under länsstyrelsen i Skaraborgs län.

## Ingående områden
När Sveriges nya indelning i landsfiskalsdistrikt trädde i kraft den 1 oktober 1941 (enligt kungörelsen den 28 juni 1941) överfördes kommunerna Edsvära och Norra Vånga till Vilske landsfiskalsdistrikt. Samtidigt tillfördes kommunerna Händene, Härlunda, Marum och Vinköl från Axvalls landsfiskalsdistrikt.

### Från 1918
Skånings härad:
- Edsvära landskommun
- Fyrunga landskommun
- Härjevads landskommun
- Jungs landskommun
- Kvänums landskommun
- Norra Vånga landskommun
- Saleby landskommun
- Skallmeja landskommun
- Synnerby landskommun
- Trässbergs landskommun
- Västra Gerums landskommun
- Öttums landskommun

### Från 1 oktober 1941
Skånings härad:
- Fyrunga landskommun
- Händene landskommun
- Härjevads landskommun
- Härlunda landskommun
- Jungs landskommun
- Kvänums landskommun
- Marums landskommun
- Saleby landskommun
- Skallmeja landskommun
- Synnerby landskommun
- Trässbergs landskommun
- Vinköls landskommun
- Västra Gerums landskommun
- Öttums landskommun